# MindaRyn
MindaRyn(마이다린,태국어: มายดาริน) 태국 출신 YouTuber이며 애니송 가수. 요시모토 엔터테인먼트 타일랜드 소속.

## 개요
1996년 ( 불력 2539년) 2월 17일생. 태국 왕국 방콕 출신 . 본명은 낫차 폰스파니(태국어: ณัชชา พงศ์สุปาณี). 소속 라벨은 Lantis.
2015년 모국 대학 재학시 YouTube 채널을 시작하여 거기서 다양한 J-POP과 애니슨의 커버 동영상을 공개했다.
2020년 11월 18일, TV 애니메이션 「신들에게 주워진 남자」 엔딩 테마 「BLUE ROSE knows」로 메이저 데뷔. 싱글에는 카라사와 미호의 'Sincerely'의 영어 커버를 수록한 것도 화제가 되었다.

## 주요 타이업
- 『신들에게 주워진 남자』 엔딩 테마 「BLUE ROSE knows」
- 『환생하면 슬라임이었던 건 제2기』 오프닝 주제가 제2탄 「Like Flames」
- 『삭간』 엔딩 테마 「Shine」
- 『흔한 직업으로 세계 최강 2nd season』 오프닝 테마 「Daylight」
- 『신들에게 주워진 남자 2』 오프닝 테마 「Way to go」
- " 울트라 맨 브레이저" 엔딩 테마 " BLACKSTAR "
- 「그녀가 공작 저택에 간 이유」 오프닝 테마 「SURVIVE」
- 「SHY-샤이-」오프닝 테마 「Shiny Girl」